# Andrzej Sermak
Andrzej Sermak (ur. 29 listopada 1962 w Libiążu) – polski piłkarz grający na pozycji środkowego pomocnika. Występując w barwach Ruchu Chorzów, Hutnika Kraków i GKS Katowice zaliczył 136 występów na boiskach Ekstraklasy, zdobywając przy tym 33 bramki. W latach 1999–2003 w duecie trenerskim wraz z Mirosławem Stadlerem wprowadził jaworznicki klub jako grający trener, po raz pierwszy w jej historii w piłkarskiej Ekstraklasie.